# REKOM Group A/S
REKOM Group A/S (tidligere Restaurations Kompagniet A/S) er en bar- og diskotekskoncern med omkring 6.400 ansatte og række barer og natklubber i Danmark, Norge, Finland og Storbritannien.

## Historie
I 2007 fusionerede ejerne af LA Tequila Bar (København), Heidi's Bier Bar (København), Den Glade Gris, Heidi's Bier Bar (Odense), LA Tequila Bar Odense, The Australian Bar (København) og The Australian Bar (Aarhus) og lavede Restaurations Kompagniet, som senere blev til REKOM Group A/S. Kapitalfonden CataCap har i 2019 købt majoriteten af REKOM Group.
I 2021, opkøbte REKOM Group Danmarks tredje største barkæde Zwei Grosse, hvilket gav Rekom 11 nye beværtningerne i Jylland, her i blandt to beværtninger i Jomfru Ane Gade i Aalborg.
De oprindelige ejere var Adam Falbert (CEO), Mads Christian Friis (kreativ direktør), Rasmus Frederiksen, Tommy Petersen og Søren Wedebye. Først blev Søren Wedebye købt ud og senere Tommy Petersen, hvorefter Jonathan Grumme og Jesper Schaltz blev partnere som hhv. COO og CFO.

## Diskoteker
REKOM er ejer af halvdelen af beværtningerne i Jomfru Ane Gade. I august 2019 talte selskabet 97 lokationer, heriblandt:
- A-Bar
- Heidi's Bier Bar
- Den Glade Gris
- LA Tequila Bar
- Hornsleth Bar
- Zwei Grosse Bier Bar